# Arno Schmidt-Trucksäss
Arno Schmidt-Trucksäss (* 17. Mai 1960 in Hannover) ist ein deutscher Sportmediziner.

## Leben und Wirken
Schmidt-Trucksäss studierte ab 1979 an der Universität Göttingen und wurde dort im Jahr 1990 zum Thema Myelinveränderungen und metachromatische Leukodystrophie – eine vergleichend morphologische Studie der klinischen Subtypen promoviert. Er habilitierte sich im Jahr 2002 an der Universität Freiburg zum Thema Physiologische und pathologische Eigenschaften arterieller Leitgefässe – Erfassung und Beschreibung mit nicht-invasivem Ultraschall.
2004 wurde er als Olympiaarzt der deutschen Schwimm-Nationalmannschaft für die Olympischen Sommerspiele in Athen und die Olympischen Sommerspiele in Peking berufen.
Ab 2005 war Schmidt-Trucksäss als Bereichsleiter Prävention und Rehabilitation und Oberarzt am Zentrum für Prävention und Sportmedizin der Technischen Universität München tätig.
Seit 2009 ist er ordentlicher Professor für Sportmedizin und ab 2018 Leiter des Fachbereichs Rehabilitative und Regenerative Sportmedizin an der Universität Basel. Seit 2012 ist er außerdem Chefarzt des Sportmedizinischen Ambulatoriums der Universität Basel.
Er ist seit 2019 Mitglied im Vorstand der [Sport & Exercise Medicine Switzerland|Schweizer Gesellschaft für Sport- und Bewegungsmedizin (SEMS)] und im Vorstand des CPX International sowie bereits seit 2011 im Vorstand der Gesellschaft für Arterielle Gefässsteifigkeit (DeGAG).
Seine Forschung ist breit gefächert. Ein Schwerpunkt liegt bei der Erforschung von "Bewegung als Medikament", insbesondere dem Zusammenhang zwischen körperlicher Aktivität, kardiorespiratorischer Fitness und Gesundheit. Hervorzuheben ist dabei besonders die COmPLETE-Studie, die sich den bestimmenden Faktoren des gesunden Alterns und der Langlebigkeit widmet.